# Dois Irmãos do Buriti
Dois Irmãos do Buriti est une municipalité brésilienne de l'État de Mato Grosso do Sul et la Microrégion d'Aquidauana.